# Diaea mikhailovi
Diaea mikhailovi là một loài nhện trong họ Thomisidae.
Loài này thuộc chi Diaea. Diaea mikhailovi được miêu tả năm 2004 bởi Zhang, Da-xiang Song & Zhu.